# Государственный переворот в Суринаме (1980)

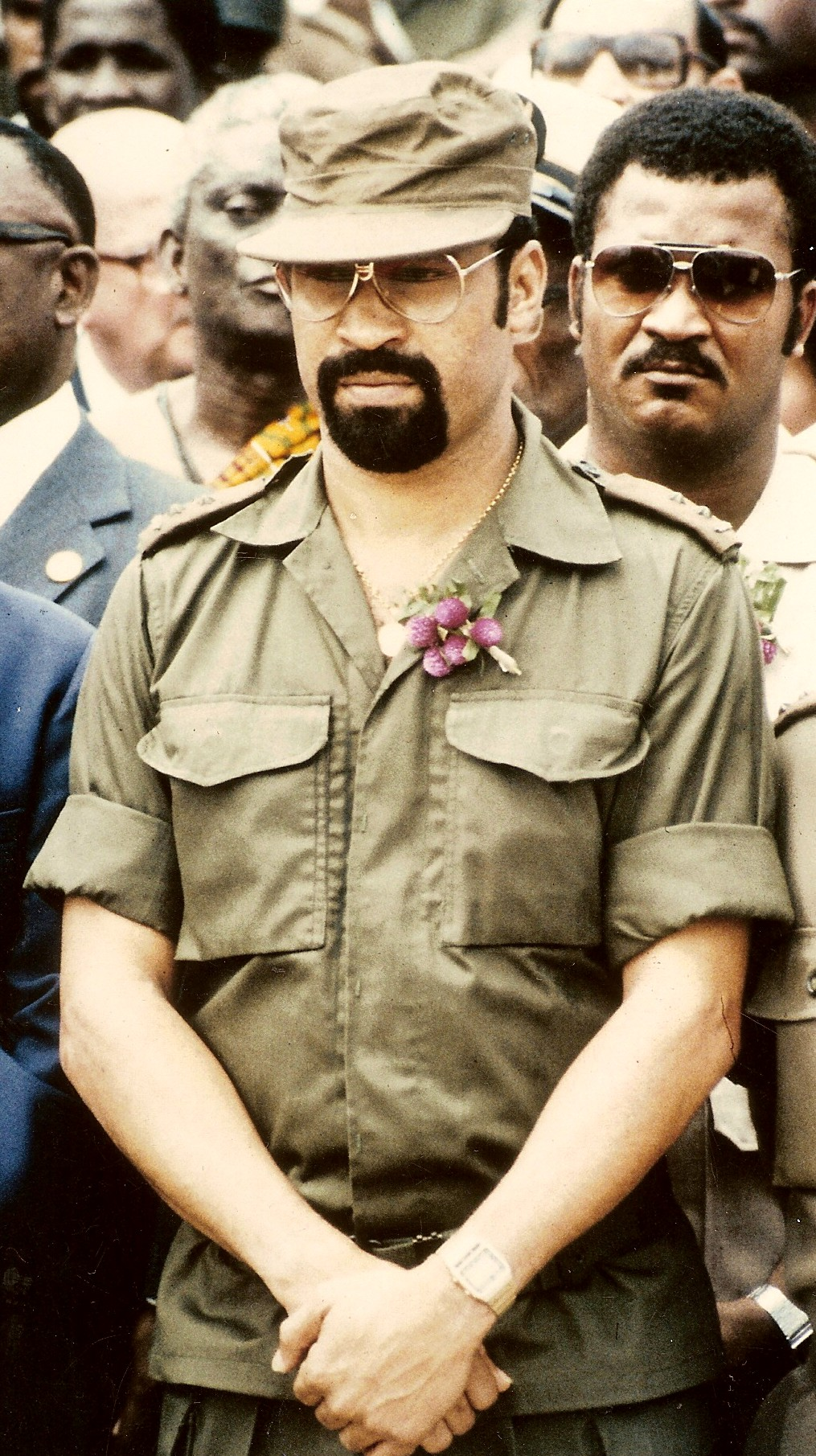
Дези Баутерсе в 1985 году

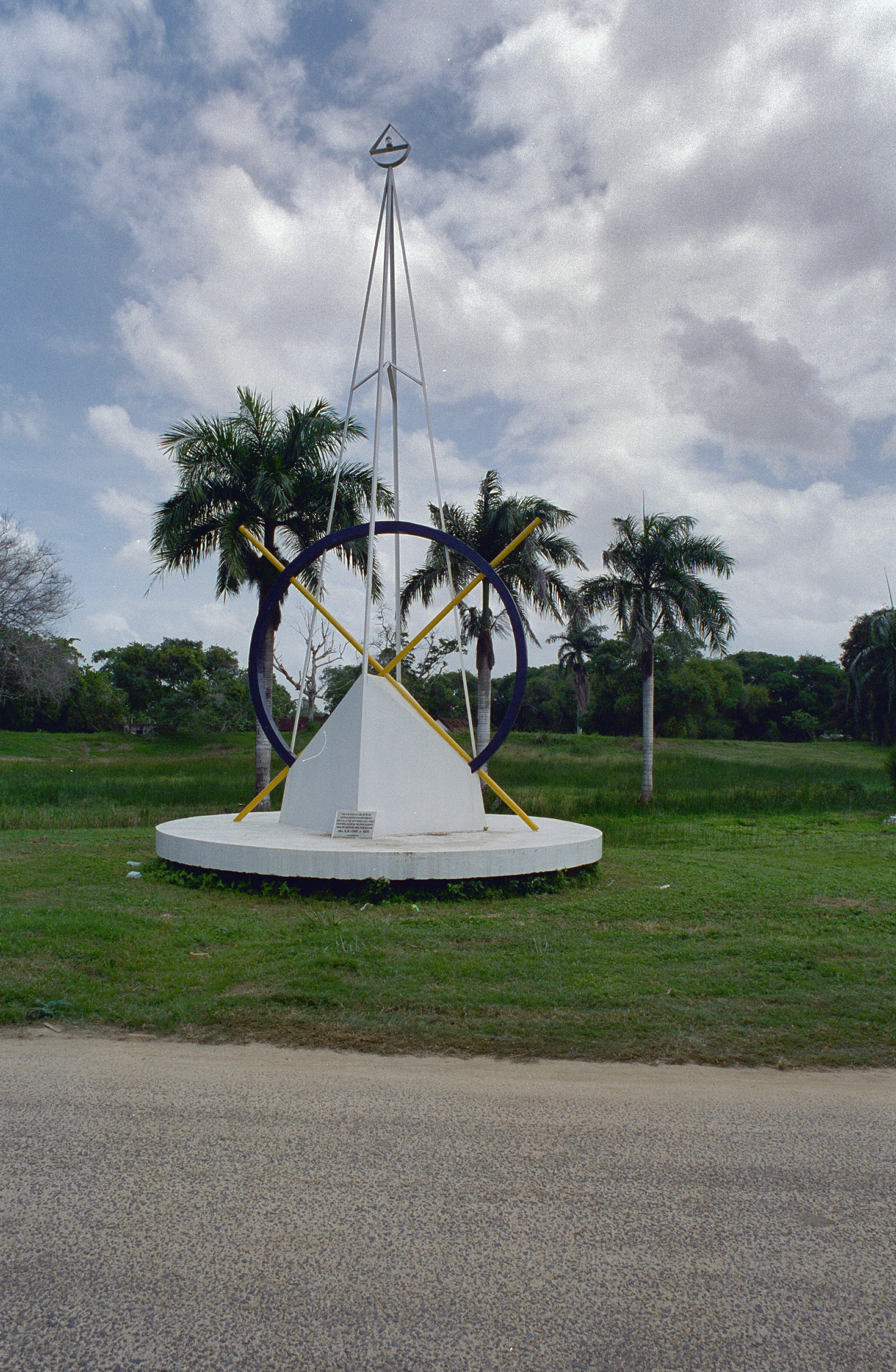
Монумент в честь переворота

Государственный переворот в Суринаме 1980 года — вооружённое выступление 25 февраля 1980 года группы из 16 сержантов, во главе с Дези Баутерсе с целью свержения правительства Аррона Хенка. Эти действия привели к появлению военной диктатуры в Суринаме с 1980 по 1991 год, которая характеризовалась введением комендантского часа, отсутствием свободы прессы, запретом на политические партии (с 1985 года), ограничением на свободу собраний, высоким уровнем коррупции в правительстве и массовыми казнями политических оппонентов.

## События
Президент Суринама Йохан Ферье ушел в отставку в августе 1980 г. под давлением военных во главе с Дези Баутерсе. Основная часть политической власти была передана военному руководству. С тех пор и до 1988 года, не было действующего президента, по существу государством управляла армия во главе с Баутерсе.

### Декабрьские убийстваирезня в Мойване
8 декабря 1982, группа из пятнадцати ученых, журналистов, юристов, профсоюзных лидеров и военных, которые выступали против военного правления в Суринаме были схвачены и доставлены в крепость Форт Зеландия в Парамарибо, где они были подвергнуты пыткам и казнены солдатами Баутерсе. Было убито 15 человек, причём один человек являлся голландским подданным (официально они погибли при попытке побега). События стали известны как декабрьские убийства.
В 1986 году солдаты Баутерсе убили по меньшей мере 39 мирных граждан, в основном, детей и женщин, в маронской деревне Мойвана, где находился дом Ронни Брюнсвийка, бывшего телохранителя Баутерсе, а впоследствии предводителя восстания против него.

### Переход к демократическому правлению
Выборы были проведены только в 1987 году, была принята новая Конституция, которая среди прочего позволила Баутерсе, оставаться во главе армии. 24 декабря 1990 года недовольные новым правительством устроили очередной переворот и свергли режим Баутерсе. Это событие стало известно в народе как "телефонный переворот" . В 1991 году в Суринаме прошли новые выборы, на которых партия Новый фронт получила 41 из 51 мест в парламенте. Рональд Венетиан, известный, как яростный противник Баутерсе, стал президентом. В 1996 году Жюль Вейденбос был избран президентом Суринама от Национальной демократической партии (партии Боутерсе). В 2000 и 2005 годах Рональд Венетиан был снова избран президентом Суринама.

### Национальный праздник
После того как в 2010 году, Дези Баутерсе был избран новым президентом Суринама, он объявил 25 февраля, день государственного переворота,  национальным праздником. В этот день в 1980 году солдаты Баутерсе сожгли Центральную полицейскую станцию Суринама. Останки этого здания в настоящее время представляют собой памятник революции, где 25 февраля отмечается годовщина переворота.